# Westley Allan Dodd
Westley Allan Dodd (ur. 3 lipca 1961 w Toppenish, zm. 5 stycznia 1993 w Walla Walla) – amerykański seryjny morderca i pedofil, skazany na karę śmierci za zamordowanie 3 chłopców. Został stracony przez powieszenie, była to pierwsza taka egzekucja w USA od 1965 roku.
Dodd zaczął molestować dzieci, gdy miał 13 lat. Był wielokrotnie oskarżany o pedofilię, jednak za każdym razem unikał surowej kary. 4 września 1989 roku Dodd zamordował 11-letniego Cole'a Neera oraz jego 10-letniego brata Williama. Mężczyzna przywiązał chłopców do drzewa, zgwałcił ich i zasztyletował. 29 października tego samego roku, uprowadził w Portland 4-letniego Lee Iseliego. Dodd zgwałcił dziecko, udusił je i powiesił w szafie. Wykonał mu kilka zdjęć, a następnie ukrył zwłoki w okolicach jeziora Vancouver.
Dodd został aresztowany po tym, gdy próbował uprowadzić kolejną ofiarę. W jego domu znaleziono przedmioty łączące go z morderstwami. Wkrótce później przyznał się do ich popełnienia. W 1990 roku, Dodd został skazany na karę śmierci. Wyrok wykonano 5 stycznia 1993 roku, w Washington State Penitentiary w Walla Walla.